# Palicourea lobbii
Palicourea lobbii là một loài thực vật thuộc họ Rubiaceae. Đây là loài đặc hữu của Ecuador.
Nó được đặt tên theo William Lobb (1809 – 1864), một nhà sưu tập thực vật người Anh.